# Ломмел
Ломмел (нидерл. и лимб. Lommel) — город в бельгийской провинции Лимбург, которая располагается на востоке северной части Бельгии — Фландрии.
Город находится к югу от Эйндховена, прямо на границе с Нидерландами.
В Ломмеле находится самое крупное немецкое военное кладбище в Европе, на котором в 1946—1949 годах было перезахоронено более 39 тысяч немцев, погибших во время Второй мировой войны на территории Бельгии и в прилегающих районах Германии.
Цинковая фабрика, действовавшая недалеко от города с 1902 года и 1940 годы, привела к появлению в этой местности песчаной пустыни.

## Известные люди
- Йохан Вансюммерен (1981) — бельгийский профессиональный шоссейный велогонщик.